# Массандра
Масса́ндра (укр. Масандра, крымскотат. Massandra, Массандра) — посёлок городского типа на южном берегу Крыма. Входит в городской округ Ялта Республики Крым (Массандровский поселковый совет Ялтинского горсовета Автономной Республики Крым).

## География
Расположен посёлок на Южном берегу Крыма, по соседству с Ялтой, высота центра посёлка над уровнем моря 140 м. От Ялты формально расположен в 5 км (в реальности отделён лишь автотрассой 35А-002 Симферополь — Ялта и нередко рассматривается как восточный пригород Ялты); до Симферополя от Массандры 78 км.

## История
Время возникновения Массандры неизвестно — мнение, что поселение существовало ещё в античное время, пока ничем не подтверждено. Видимо, первыми жителями были потомки смешавшихся с автохтонными жителями готов и аланов, заселивших край во II—III веках и принявших в III веке христианство (подчиняясь Готской епархии Константинопольского патриархата). Известна греческая надпись XII—XIII века, на аркосолии храма (ср.-греч. ἐλέη κ(υρίο)υ ἀρχ[ιε]π̣[ίσκοπος), повествующая об освящении храма каким-то архиепископом (по контексту — Готским)
Судя по сведениям об имевшихся некогда на территории посёлка церкви Св. Иоанна (Ай-Ян), селение существовало и во времена генуэзского владычества, когда, по договору Генуи с Элиас-Беем Солхатским 1381 года, «гористая южная часть Крыма к северо-востоку от Балаклавы», с её поселениями и народом, который суть христиане, полностью переходила во владение генуэзцев. В 1475 году генуэзские владения были завоёваны Османской империей, и деревню административно включили вначале в Инкирманский, а, впоследствии Мангупский кадылык Кефинского санджака (позднее — эялета). В материалах переписей Кефинского санджака Марсанда учитывалась, как маале (квартал) Ялты и в 1520 году насчитывала 22 немусульманских семьи, из которых в 3 отсутствовал (умер) мужчина-кормилец. По данным 1542 года в Ялте, маалле Марсанда, было 14 христианских семей и 2 взрослых неженатых мужчин. По налоговым ведомостям 1634 года в селении числилось 33 двора немусульман, из которых недавно прибывших в Марсанду 8 дворов: из Йалта и Партенита — по 3, из Кикенеиза и неназванного селения — по 1 двору. Жители 1 двора недавно выселились в Ските. По Джизйе дефтера Лива-и Кефе (Османским налоговым ведомостям) 1652 года, где перечислены христиане-налогоплательщики Кефинского эялета, в селении Марсанда числилось 22 человека (видимо, глав семей). Документальное упоминание селения встречается в «Османском реестре земельных владений Южного Крыма 1680-х годов», согласно которому в 1686 году (1097 год хиджры) Марсанда входил в Мангупский кадылык эялета Кефе. Всего упомянуто 39 землевладельцев (36 иноверцев и 3 мусульман), владевших 432,5 дёнюмами земли. После обретения ханством независимости по Кючук-Кайнарджийскому мирному договору 1774 года «повелительным актом» Шагин-Гирея 1775 года селение было включено в Крымское ханство в состав Бакчи-сарайского каймаканства Мангупскаго кадылыка. По ведомости о выведенных из Крыма в Приазовье христианах А. В. Суворова от 18 сентября 1778 года, из Массандры переселено греков 230 человек (120 мужчин и 110 женщин) и 1 священник; в ведомости митрополита Игнатия Массандра записана без указания числа выведенных семей; по другим данным 231 человек (42 семьи). В Камеральном Описании Крыма 1783 года селение среди жилых не значится. Согласно ведомости О. А. Игельстрома 14 декабря 1783 года после выхода христиан остался 41 пустой дом (по другим сведениям до вывода христиан в селе были церкви Преображения Господня и Рождества Христова (разоренная) и 66 дворов). В Государственном архиве Крыма хранится ведомость № 24 с описью оставленного выселенными из Марсанды христианами имущества, в которой числится 43 хозяина и 53 жилища, причем один из них, священник из Магарача, постоянно в Марсанде не проживал (владел садом и двумя лугами), а Яни Истерион записан вместе с семьёй Николы как его родня. По два дома имели Жанболат, Симион Демерджи, Савва, Тирфе, Чамак, Никола, Шала Яний, Афаний, Коюмжи Дмитрий и Константин Попаз-оглу. Также за жителями Марсанды числились 8 кладовых, 1 «магазейн» (от крымскотат. магъаз — подвал), 1 часть леса, 57 сенокосных участков, 2 бахчи, 121 садовый участок (в том числе в окрестностях Дерекой), 5 садов орешника, 8 ореховых деревьев в частном владении и 34 — в общинном, а также 24 участка пашни, засеваемой зерном (17,166 га) и 91 участок под льном — 51,015 гектара (в том числе один в окрестностях селения Ялта). Всего у жителей села было 68,181 гектара пашни, причем почти 75 % пахотных земель занимали посевы льна. В среднем на одну семью приходилось около 1,6 гектара пашни. Наиболее состоятельными жителями были: Димитрий Коюмжи, имел 2 дома, 2 больших сада, 6 средних и малых садов, 4 луга, 9 льняных полей площадью 6,12 гектара; Токга — дом, 2 сада, льняное поле 4,905 гектара и пашня 0,818 гектара; Савва Кюркчи, владел домом, 1,5 садовыми участками и 4,905 гектарами пашни; Демерджи Афандик, имел дом, 6 садов, 2 луга, пашни 4,083 гектара пашни; Шала Яний — 2 дома, 3 сада, 2 луга, 3,267 гектара пашни; Панаиот — дом, «магазейн», сад большой, 2 луга, 1 бахча, 8 ореховых деревьев, льняное поле 0,612 гектара и одна пашня (размер не указан). Бедными можно считать Бачоглу Афандык (дом, 1 сад, 1 луг, льняных полей 0,816 гектара), Калафат Яний (дом, 1 сад, 1 луг, 1 льняное поле 0,408 гектара и 1 пашня неопределенного размера) и Никола, у которого значится только один сгоревший дом..
После присоединения Крыма к России (8) 19 апреля 1783 года, (8) 19 февраля 1784 года, именным указом Екатерины II сенату, на территории бывшего Крымского Ханства была образована Таврическая область и деревня была приписана к Симферопольскому уезду. Перед Русско-турецкой войной 1787—1791 годов, когда производилось выселение крымских татар из прибрежных селений во внутренние районы полуострова, из Масандры были выведены все жители — 36 душ. В конце войны, 14 августа 1791 года всем было разрешено вернуться на место прежнего жительства, но, видимо, в Массандру жители не вернулись, поскольку в Ведомостях… 1805 и 1829 года селение не значится. На военно-топографической карте генерал-майора Мухина 1817 года Марсанда обозначена, видимо, как имение, без обозначения строений и указания числа дворов. Опустевшие земли южного берега, как и всего Крыма, князь Потёмкин раздавал российским дворянам. О первых владельцах Массандры имеются разные сведения: по одной версии вначале земля принадлежала известному сановнику Смирнову, от которого перешла к Потоцким, по другой — пожалована Потёмкиным адмиралу Карлу Нассау-Зигену, после отъезда последнего из России перешедшие в казну и купленные в 1815 году Софьей Потоцкой. После смерти графини, её дочери, либо в 1826, либо в 1828 году, продают имение графу Воронцову (по версии Шарля Монтандона — подарено), при котором началось строительство винзавода и винных подвалов. После смерти Воронцова Массандра была приобретена Удельным ведомством за 1 800 тысяч рублей.
Именным указом Николая I от 23 марта (по старому стилю) 1838 года, 15 апреля был образован новый Ялтинский уезд и Массандра оказалась на территории Дерекойской волости нового уезда. Видимо, к этому времени поселение уже было обжито, поскольку на карте 1836 года обозначены 3 деревни: Верхняя Марсанда с 5 дворами, Средняя, без указания числа дворов и Нижняя с 6 дворами, а на карте 1842 года те же три Марсанды — Нижняя, Средняя и Верхняя, все помечены условным знаком «малая деревня», то есть, менее 5 дворов.
По итогам земской реформы Александра II 1860-х годов деревня была оставлена в Дерекойской волости. Согласно «Списку населённых мест Таврической губернии по сведениям 1864 года», составленному по результатам VIII ревизии 1864 года, Масандра (или Марсанда) — казённый татарский выселок и владельческая дача с 18 дворами и 59 жителями при безъименном роднике и дача Верхняя Масандра, с 10 дворами, 21 жителем и домовой православной церковью. На трёхверстовой карте Шуберта 1865—1876 года отдельно обозначены Верхняя, Средняя и Нижняя Марсанды, но только в Нижней подписано 6 дворов. В «Памятную книгу Таврической губернии 1889 года» Массандра не попала, но на верстовой карте 1891—1892 года обозначены Верхняя и Нижняя Массандры, без указания числа дворов — видимо, самостоятельного поселения всё же не существовало, было лишь имение и дачная местность. В 1894 году князем Голицыным было основано винодельческое хозяйство «Массандра». В Статистическом справочнике Таврической губернии 1915 года в Дерекойской волости, приписанные к деревне Дерекой, числятся четыре дачи с названием Массандра, а к Никите было приписано одноимённое имение Министерства земледелия.
После установления в Крыму Советской власти, по постановлению Крымревкома от 8 января 1921 года была упразднена волостная система, Массандровское имение национализировали и подчинили Ялтинскому району Ялтинского уезда. В 1922 году уезды получили название округов. Согласно Списку населённых пунктов Крымской АССР по Всесоюзной переписи 17 декабря 1926 года, в составе Ай-Васильского сельсовета Ялтинского района числились совхозы Массандра (154 двора, население 270 человек, из них 237 русских, 10 крымских татар, 7 украинцев, 4 еврея, 3 болгарина, 1 армянин, 1 латыш, 7 записаны в графе «прочие», действовала русская школа I ступени) и Массандра-Новый Подвал (49 дворов, население 106 человек, из них 61 русский, 15 украинцев, 8 крымских татар, 6 греков, 5 немцев, 3 еврея, 2 армянина, 2 белоруса, 1 латыш, 3 записаны в графе «прочие»). Время присвоения Массандре статуса села пока не установлено, но в 1929 году она уже была центром сельсовета, в коем статусе пребывает всю дальнейшую историю.
В июне 1941 года был присвоен статус рабочего посёлка.
В 1944 году, после освобождения Крыма от фашистов, согласно постановлению ГКО № 5859 от 11 мая 1944 года, 18 мая крымские татары были депортированы в Среднюю Азию: 18 мая 1944 года было выселено 11 семей татар, всего 27 человек, принято на учёт 4 дома спецпереселенцев. 12 августа 1944 года было принято постановление № ГОКО-6372с «О переселении колхозников в районы Крыма», по которому из Ростовской области РСФСР в район переселялись 3000 семей колхозников, а в начале 1950-х годов последовала вторая волна переселенцев из различных областей Украины. С 25 июня 1946 года селение в составе Крымской области РСФСР, а 26 апреля 1954 года Крымская область была передана из состава РСФСР в состав УССР. С 12 февраля 1991 года селение в составе восстановленной Крымской АССР, 26 февраля 1992 года переименованной в Автономную Республику Крым.

## Население
| 1926  | 1939  | 1959  | 1970  | 1979  | 1989  |
| ----- | ----- | ----- | ----- | ----- | ----- |
| 270   | ↗938  | ↗2641 | ↗3557 | ↗4412 | ↗6435 |
| 2001  | 2009  | 2010  | 2011  | 2012  | 2013  |
| ↗7235 | ↗8154 | ↗8329 | ↗8413 | ↗8437 | ↗8571 |
| 2014  | 2016  | 2021  |       |       |       |
| ↘7280 | ↗7426 | ↗7817 |       |       |       |

Национальный состав
В 1926 году из 270 чел. 237 русских, 10 крымских татар.
Всеукраинская перепись 2001 года показала следующее распределение по носителям языка
| Язык       | Процент |
| ---------- | ------- |
| русский    | 86,71   |
| украинский | 11,55   |
| другие     | 0,88    |

## Экономика
Главное предприятие посёлка — знаменитое винодельческое хозяйство НПАО «Массандра», основанное в 1894—1897 годах по распоряжению князя Л. С. Голицына. Коллекция вин «Массандры», хранящаяся в глубоких подвалах, в настоящее время насчитывает около миллиона бутылок уникальных вин (занесена в 1998 в Книгу рекордов Гиннеса).
Также в Массандре находится пансионат «Донбасс» (входит в состав ЗАО "Гостиничный комплекс «Ялта-Интурист»), Ялтинское высшее профессиональное училище строительных и пищевых технологий. На территории посёлка и близ него функционирует ряд пансионатов.

## Транспорт
- В посёлке действует автобусный маршрут № 77, объединяющий Массандру с близлежащими населёнными пунктами.
  - № 144 — Вещевой (центр г. Ялты)- ул. Стахановская- Санаторий «Долоссы» (пгт. Советское)
  - № 100 — ул. Стахановская — площадь Советская (центр г. Ялты)- Спартак- Ливадийская больница- Ливадийский дворец
  - № 103 — ул. Стахановская — площадь Советская (центр г. Ялты)
- Помимо этого, Массандра связана с центром Ялты двумя городскими троллейбусными маршрутами: 1/3 и 42, а также пригородными и междугородними троллейбусными маршрутами, проходящими по линии Симферополь — Ялта.

## Достопримечательности
- Винодельческий комбинат «Массандра»
- Массандровский дворец императора Александра III
- Массандровский водопад
- Массандровский парк

## Массандра в астрономии
В честь Массандры названа малая планета (3298) Массандра, открытая астрономом Крымской астрофизической обсерватории Н. С. Черных 21 июля 1979 года.